# Interstate H-201
Die Interstate H-201 (kurz H-201) ist ein Interstate Highway, der im Bundesstaat Hawaii auf der Insel Oʻahu verläuft. Die auch als Moanalua Freeway bekannte Interstate ist eine 6 km lange Umgehungsroute der Interstate H-1. Sie verbindet die Exits 13 und 19 der H-1. Obwohl die Straße 1989 als Interstate geplant war, wurde sie bis Mitte 2004 als Route 78 ausgezeichnet. Nach ersten Überlegungen war auch die Bezeichnung H-1A in Betracht gekommen, da aber keine Buchstaben in den Nummerierungen stehen dürfen, entschied sich das Hawai'i Department of Transportation für die Nummer 201.

## Wichtige Städte
- Honolulu
- Fort Shafter
- Māpunapuna
- Salt Lake
- Moanalua
- Hālawa
- ‘Aiea